# Kadokawa Future Publishing
Kadokawa Future Publishing (株式会社KADOKAWAフューチャー パブリッシング Kabushiki kaisha Kadokawa Fyūchā Paburishingu?) es la rama editorial de Kadokawa Corporation que publica manga, novelas, novelas ligeras, revistas, juegos de rol de mesa y otro tipo de contenido con ocho empresas editoriales diferentes que se fusionaron previamente con ella. La empresa solía ser la primera iteración de Kadokawa Corporation y era la empresa matriz de las empresas del Grupo Kadokawa, que agrupaba a varias empresas afiliadas relacionadas con Kadokawa Shōten. Kadokawa Dwango anunció una reestructuración en febrero de 2019. El 1 de julio de 2019, Kadokawa Corporation se reorganizó; el negocio editorial se mantuvo y la empresa pasó a llamarse Kadokawa Future Publishing. El propio Kadokawa Dwango se convirtió en la segunda versión de Kadokawa Corporation.

## Historia
La empresa fue fundada el 2 de abril de 1954 como Kadokawa Shōten. Pasó a llamarse Kadokawa Holdings el 1 de abril de 2003, transfiriendo los negocios editoriales existentes a Kadokawa Shoten Publishing. La compañía pasó a llamarse nuevamente Kadokawa Group Holdings el 1 de julio de 2006. La empresa heredó los negocios de gestión e integración dentro de Kadokawa Shoten Publishing en enero de 2007. Los negocios de revistas se transfirieron al Grupo de Revistas Kadokawa. La empresa pasó a llamarse Kadokawa Corporation el 22 de junio de 2013.
El 1 de octubre de 2013, nueve empresas del Grupo Kadokawa (ASCII Media Works, Chukei Publishing, Enterbrain, Fujimi Shobō, Kadokawa Gakugei Publishing, Kadokawa Production, Kadokawa Magazines, Kadokawa Shoten y Media Factory) se fusionaron en Kadokawa Corporation. Ocho de ellos operan ahora como empresas de marca. Kadokawa Production se disolvió e integró en la Sede General de Negocios de PI. El 30 de diciembre de 2013, Kadokawa había anunciado que la empresa había adquirido el 100% de la editorial Choubunsha.
El 14 de mayo de 2014, se anunció que Kadokawa Corporation y Dwango, el propietario de Niconico, se fusionarían el 1 de octubre de 2014 y formarían el nuevo holding Kadokawa Dwango. Tanto Kadokawa como Dwango se convirtieron en subsidiarias de la nueva empresa. En febrero de 2019, Kadokawa Dwango anunció que Dwango ahora sería una subsidiaria directa de Kadokawa Corporation en una reorganización de la empresa.
El 1 de julio de 2019, Kadokawa Corporation se reorganizó, manteniendo el negocio editorial y pasando a llamarse Kadokawa Future Publishing. El propio Kadokawa Dwango se convirtió en la segunda versión de Kadokawa Corporation.

### Empresas de marca (divisiones)
- ASCII Media Works
- Chukei Publishing
- Enterbrain
- Fujimi Shobō
- Kadokawa Gakugei Publishing
- Kadokawa Magazines
- Kadokawa Shōten
- Media Factory

### Subsidiarias
- Building Book Center
- Kadokawa Key-Process